# 双葉警察署
双葉警察署（ふたばけいさつしょ）は、福島県警察が管轄する警察署の一つである。

## 所在地
- 本署：福島県双葉郡富岡町中央二丁目19番地
- 浪江分庁舎：福島県双葉郡浪江町大字権現堂字上蔵役目18番地1

## 管轄区域
- 双葉郡富岡町、大熊町、楢葉町、広野町、浪江町、双葉町、葛尾村、川内村

## 沿革

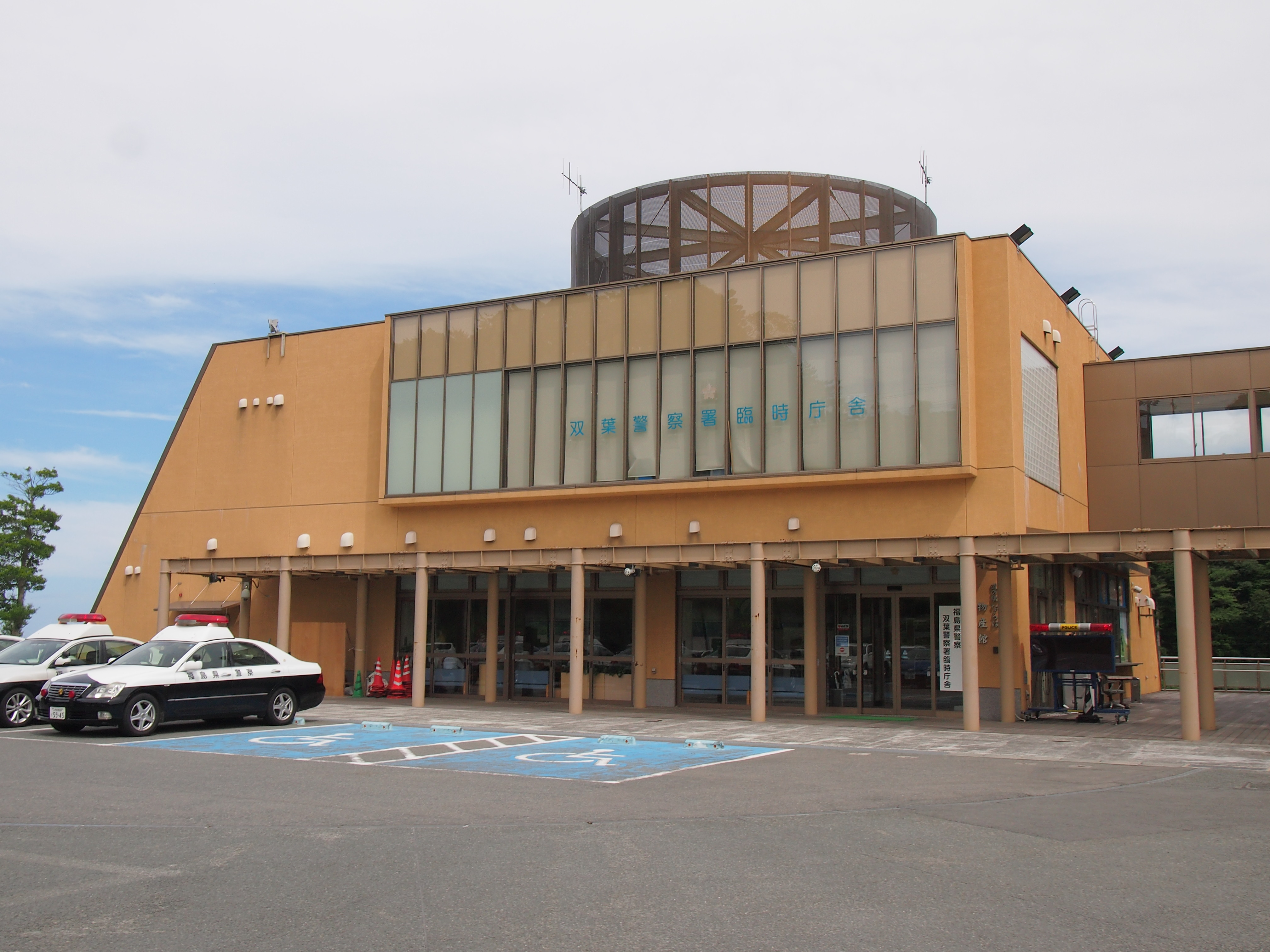
道の駅「ならは」に設置された臨時庁舎

- 1875年 - 平警察署富岡町交番所として開設
- 同年 - 平警察署富岡分署と改称
- 1887年 - 富岡分署を楢葉・標葉警察署と改称し、浪江分署を設置
- 1896年 - 双葉警察署に改称
- 1926年 - 富岡警察署に改称
- 1943年 - 浪江分署が廃止になり、双葉郡全域を富岡警察署が管轄
- 1946年 - 浪江警察署が復活設置され、富岡警察署は南双葉の10ケ町村を管轄
- 1951年 - 警察法改正により自治体警察が廃止され、富岡地区警察署に統合
- 1954年 - 警察法改正により国家地方警察は廃止となり福島県富岡警察署に改称
- 1962年 - 現在地に移転新築
- 2004年 - 福島県立大野病院事件の功績により福島県警本部長賞を受ける
- 2010年4月1日 - 双葉警察署に改称、浪江警察署を当署の浪江分庁舎に組織変更[1]
- 2011年3月 - 福島第一原子力発電所事故による避難指示のため、福島警察署川俣分庁舎（旧・川俣警察署）に仮庁舎を設置
- 2012年10月12日 - 道の駅ならはに臨時庁舎を設置[2]
- 2013年4月 - 本署機能を臨時庁舎に移転
- 2017年3月 - 本署機能を富岡町の本庁舎で本格的に業務再開[3]
- 2019年
  - 3月 - 道の駅ならはに設置されていた臨時庁舎を閉鎖
  - 5月29日[要出典] - 大熊臨時駐在所を設置。
- 2022年
  - 8月29日 - 双葉駐在所が再開[4]。
- 2025年
  - 4月1日 - 大熊駐在所が再開[5]。

## 交番
なし

## 駐在所

### 富岡町
- 夜ノ森駐在所 - 双葉郡富岡町夜の森南1丁目25-2 … 東京電力福島第一原発事故後、閉鎖されていたが、2023年1月からパトロール拠点[6]、4月1日に署員常駐で再開[7]

### 大熊町
- 大熊駐在所 - 双葉郡大熊町大字下野上字大野797-2 … 東京電力福島第一原発事故後、閉鎖され、2019年に避難指示が解除された大川原地区に大熊臨時駐在所(双葉郡大熊町大字大川原字南平1138番地2)を設置[5]。2022年6月に下野上地区の避難指示が解除され、駐在所の改修工事を行い、2025年4月1日から再開[5]。

### 楢葉町
- 楢葉駐在所 - 双葉郡楢葉町大字大谷字鐘突堂15-3

### 広野町
- 広野駐在所 - 双葉郡広野町大字下北迫字苗代替4-1

### 川内村
- 川内駐在所 - 双葉郡川内村大字上川内字町分442

※以下浪江分庁舎管内

### 浪江町
- 請戸駐在所 - 双葉郡浪江町大字請戸字御壇ノ西58-1（流失、勤務員は浪江分庁舎で勤務[6]）
- 大堀駐在所 - 双葉郡浪江町大字大堀字宮前44（閉鎖中、勤務員は浪江分庁舎で勤務[6]）
- 津島駐在所 - 双葉郡浪江町大字下津島字萱深51-2 … 東京電力福島第一原発事故後、閉鎖されていたが、2023年3月30日から署員の立ち寄り所[7]、2024年7月31日から警察官常駐で再開[8]
- 室原駐在所 - 双葉郡浪江町大字室原字町尻17-1 … 東京電力福島第一原発事故後、避難指示により閉鎖されていたが、2023年3月31日に再開[7]

### 双葉町
- 双葉駐在所 - 双葉郡双葉町大字新山字久保前110-2 … 東京電力福島第一原発事故後、避難指示により閉鎖されていたが、2022年8月29日に再開[4]

### 葛尾村
- 葛尾駐在所 - 双葉郡葛尾村大字落合字関下5-1